# Triangle pseudo-rectangle
 (janvier 2012).
Si vous disposez d'ouvrages ou d'articles de référence ou si vous connaissez des sites web de qualité traitant du thème abordé ici, merci de compléter l'article en donnant les références utiles à sa vérifiabilité et en les liant à la section « Notes et références ».

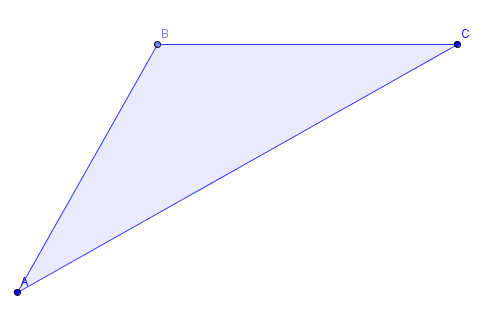
Un triangle pseudo-rectangle en A et obtus en B

En géométrie, un triangle ABC est pseudo-rectangle en A si {\displaystyle |{\hat {B}}-{\hat {C}}|={\frac {\pi }{2}}} , on précise qu'il est pseudo-rectangle en A, obtus en B dans le cas où {\displaystyle {\hat {B}}-{\hat {C}}={\frac {\pi }{2}}}.
Si {\displaystyle AB=c,BC=a,CA=b}, alors les côtés d'un triangle pseudo-rectangle en A et  obtus en B vérifient la relation métrique {\displaystyle b^{2}-c^{2}=a{\sqrt {b^{2}+c^{2}}}}. 
Cette notion a fait l’objet d’un problème du Concours général des lycées en 2002.

## Référence
1. ↑  [Problème du concours général de 2002 (page consultée le 16 février 2012)].